# I skuggan av värmen (film)
I skuggan av värmen är en svensk dramafilm från 2009 i regi av Beata Gårdeler. Den bygger på romanen med samma namn av Lotta Thell och i rollerna ses bland andra Malin Crépin, Joel Kinnaman och Malin Vulcano.
Filmen hade biopremiär i Sverige den 20 mars 2009, utgiven av SF Studios.

## Handling
Eva arbetar som väktare och lever samtidigt i ett heroinmissbruk. Hon förälskar sig i polisen Erik och när han varseblir hennes missbruk försöker han hjälpa henne. Hon sjunker allt djupare ner i missbruket, men lyckas till slut bli kvitt det på egen hand. Hon söker sig då på nytt till Erik.

## Rollista
- Malin Crépin – Eva Stjärne
- Joel Kinnaman – Erik Sandström
- Malin Vulcano – Mia
- Camaron Silverek – Samuel
- Martin Aliaga – Tomas
- Marianne Karlbeck-Strååt – farmor
- Johan Holmberg – Patrik
- Johan Kylén – Ingmar Gride
- Barbro Enberg – handläggare
- Andreas Liljeholm – Eriks kollega
- Victoria Heijbel – Ebba
- Charlie Dear – son i trappuppgång
- Andrea Edwards – mamma i trappuppgång
- Johan Karlberg – polischef
- Ylva Lööf	– chef på vårdhemmet
- Maja Helin – Evas röst, 7 år
- Chatarina Larsson – psykolog, röst
- Jeanette Tornehave – Patriks fru
- Juhani Ahonen	– väktarkollega
- Rebecca Hortlund – Anna
- Filli Nurhussen – städare på servicehuset
- Claes Svensson – Sören, receptionist
- Altan Demir – femtonårig kille hos Mia
- Christian Åkvist – langaren
- Christopher Wagelin – väktarkollega, röst

## Om filmen
Filmen spelades in i Piteå, Luleå och Stockholm och producerades av Anna Croneman. Manuset skrevs av Karin Arrhenius och fotograf var Gösta Reiland. Musiken komponerades av Ola Fløttum och filmen klipptes av Malin Lindström. Den premiärvisades den 29 januari 2009 på Göteborgs filmfestival och hade biopremiär 20 mars samma år. Den 5 augusti 2009 utkom den på DVD och 2013 visades den på Sveriges Television.
Crépin belönades med pris för bästa skådespelerska vid Brussels Film Festival i Belgien 2009. Hon blev även nominerad till en Guldbagge 2010 i kategorin bästa kvinnliga huvudroll.

## Mottagande
I skuggan av värmen har medelbetyget 3,4/5 på Kritiker.se, baserat på 22 recensioner. Filmen fick fyror av en rad recensenter, däribland Aftonbladet, Svenska Dagbladet och Gomorron Sverige. Lägst betyg fick den av Sundsvalls Tidning och Sydsvenskan som båda gav tvåor.